# All Quiet on the Western Front (singolo)
All Quiet on the Western Front è un singolo di Elton John.

## Il singolo
La title track è composta da Elton John su testo è di Bernie Taupin.
Proveniente dall'album del 1982 Jump Up! (del quale costituisce la decima e ultima traccia), si presenta come una canzone di stampo pop; la melodia è lenta e malinconica, ma particolarmente maestoso risulta essere il finale orchestrale (tipico di alcuni vecchi brani della rockstar, come The King Must Die e Burn Down the Mission). Il testo di Taupin, letteralmente Tutto Tacque Sul Fronte Occidentale, parla della prima guerra mondiale e potrebbe facilmente essere stato ispirato dal libro omonimo.
All Quiet on the Western Front fu pubblicato come singolo nel Regno Unito (novembre 1982) ma non ebbe particolare successo (non entrò nemmeno in classifica).